# Heinrich Sturm

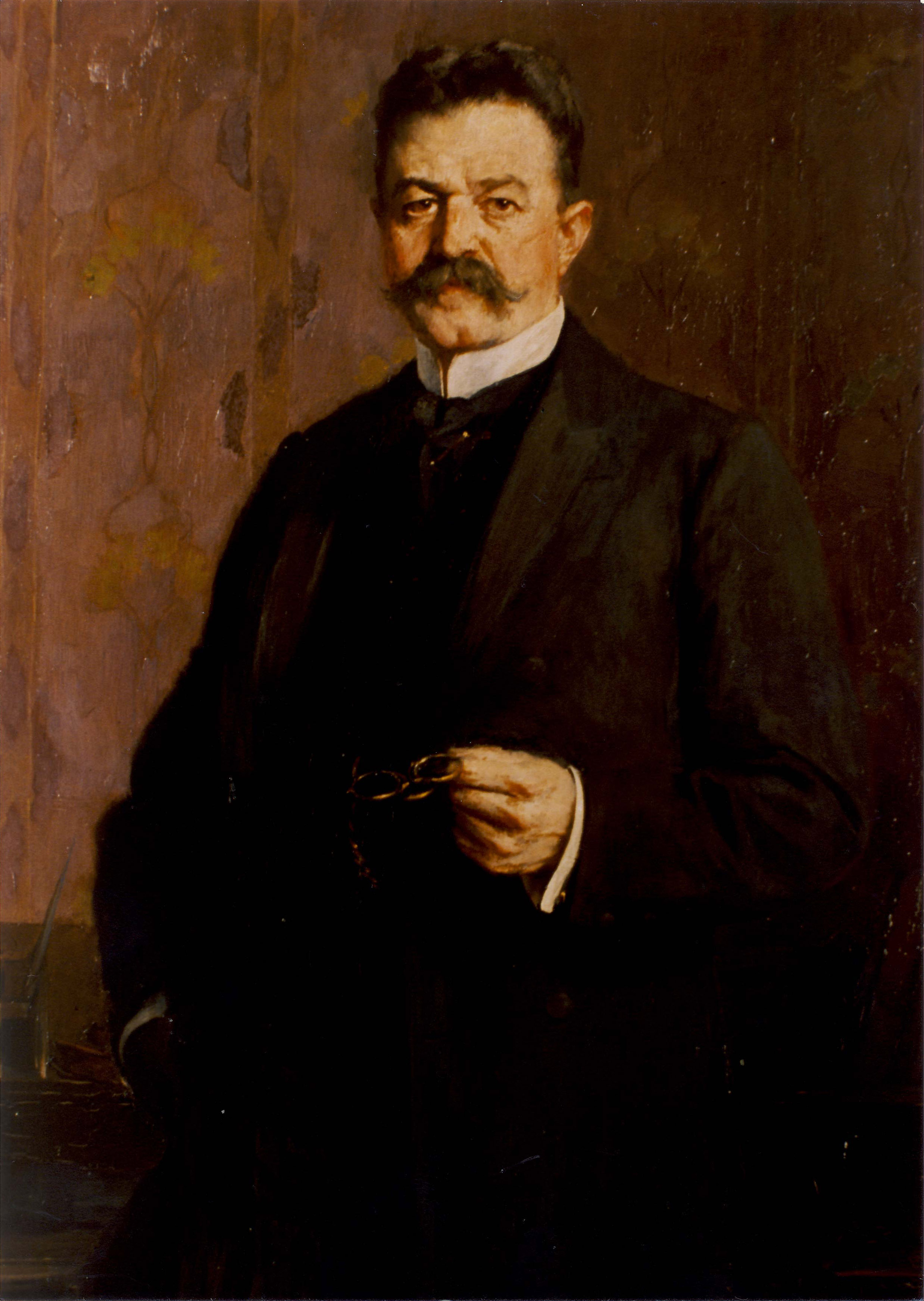
Heinrich Sturm (Porträt von Georg Ludwig Meyn)

Heinrich Sturm (* 2. April 1860 in Köstritz; † 4. März 1917 in Chemnitz) war ein sächsischer Verwaltungsjurist und Kommunalpolitiker. Von 1908 bis 1917 war er Oberbürgermeister der Stadt Chemnitz.

## Leben
Heinrich Sturm war der Sohn des Pfarrers und Lyrikers Julius Sturm. Er besuchte in seiner Kindheit Gymnasien in Leipzig, Vevey und Dresden und legte im Vitzthum-Gymnasium Dresden 1879 die Reifeprüfung ab. Anschließend studierte er Rechtswissenschaft an der Ruprecht-Karls-Universität Heidelberg, der Universität Leipzig und der Friedrich-Wilhelms-Universität Berlin. 1880 wurde er Mitglied des Corps Lusatia Leipzig.
1887 wurde er Bürgermeister von Schleiz. 1889 bis 1892 gehörte er dem Landtag Reuß jüngerer Linie an. Das Fürstenhaus Reuß berief ihn 1893 als vortragenden Rat in das Ministerium Gera und ernannte ihn 1896 zum Landrat des Fürstlichen Landratsamtes in Gera ernannt.
Im Februar 1902 kam Heinrich Sturm nach Chemnitz, wo er als 1. Besoldeter Stadtrat und 2. Stellvertreter des Oberbürgermeisters in den Rat der Stadt eintrat. Nach nur zweijähriger Tätigkeit wurde er Bürgermeister und 1. Stellvertreter des Oberbürgermeisters. 1908 nahezu einstimmig zum Stadtoberhaupt gewählt, vertrat er Chemnitz in der Ersten Kammer des Landtages. Weiterhin war er Vorsitzender des Sächsischen Gemeindetages.
Chemnitz’ stürmische Entwicklung zur wichtigsten Industriestadt Sachsens begann vor der Jahrhundertwende und setzte sich unter Sturms Führung fort. Während seiner Amtszeit entstanden u. a. das Opernhaus Chemnitz und das Neue Rathaus (Chemnitz). Weitere wichtige Bauten, die in seine Amtszeit fielen, waren der Bau und die Erweiterung der Neunzehnhainer Talsperren, des E-Werks am Schloßteich, der Gasanstalt Altchemnitz und der Kläranlage Heinersdorf. Diese wichtigen Versorgungseinrichtungen wurden notwendig, da die Anzahl der Einwohner rasant zunahm und im Jahr 1910 bereits die 300.000 Marke übertraf. In diesen Jahren wurden das Verkehrsnetz ausgebaut, der Stadtpark erweitert, die Küchwaldschänke eröffnet sowie das Küchwaldkrankenhaus, das Reformrealgymnasium an der Schloßstraße und die Höhere Mädchenbildungsanstalt auf dem Kaßberg erbaut.
Sturm starb mit 57 Jahren im Amt und wurde auf dem Städtischen Friedhof Chemnitz beigesetzt. Er ist Großvater von Wolf Sturm.
An den früheren Oberbürgermeister erinnert der 1917 im Stadtpark angelegte Heinrich-Sturm-Weg.

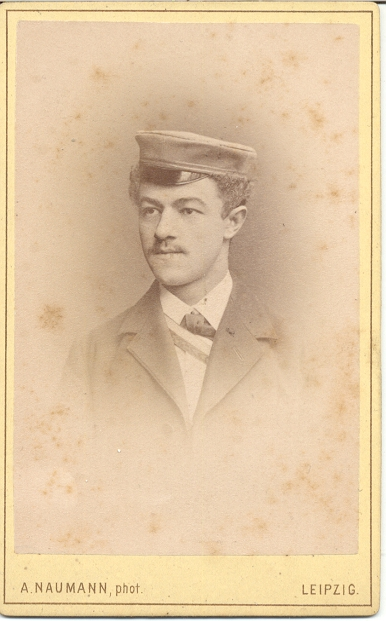
Sturm als Lausitzer
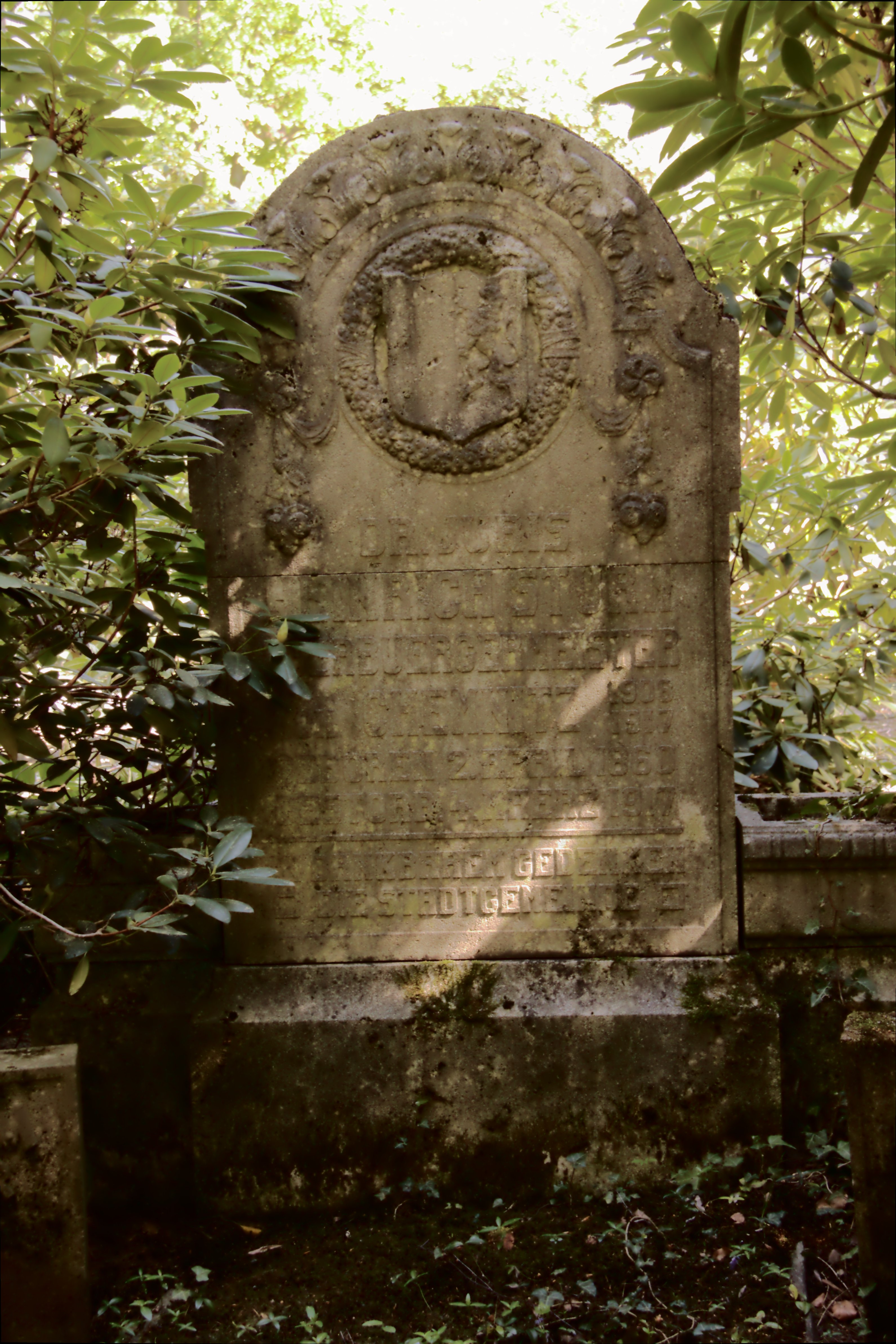
Sturms Grab